# Communauté de communes de Montaigne Montravel et Gurson
Die Communauté de communes de Montaigne Montravel et Gurson ist ein französischer Gemeindeverband mit der Rechtsform einer Communauté de communes im Département Dordogne in der Region Nouvelle-Aquitaine. Sie wurde am 25. Oktober 2012 gegründet und umfasst 18 Gemeinden. Der Verwaltungssitz befindet sich im Ort Vélines.

## Mitgliedsgemeinden
| Gemeinde                                                | Einwohner 1. Januar 2022 | Fläche km² | Dichte Einw./km² | Code INSEE | Postleitzahl |
| ------------------------------------------------------- | ------------------------ | ---------- | ---------------- | ---------- | ------------ |
| Bonneville-et-Saint-Avit-de-Fumadières                  | 302                      | 7,04       | 43               | 24048      | 24230        |
| Carsac-de-Gurson                                        | 212                      | 6,91       | 31               | 24083      | 24610        |
| Fougueyrolles                                           | 454                      | 11,45      | 40               | 24189      | 33220        |
| Lamothe-Montravel                                       | 1.430                    | 11,63      | 123              | 24226      | 24230        |
| Minzac                                                  | 495                      | 15,91      | 31               | 24272      | 24610        |
| Montazeau                                               | 280                      | 13,78      | 20               | 24288      | 24230        |
| Montcaret                                               | 1.405                    | 17,07      | 82               | 24289      | 24230        |
| Montpeyroux                                             | 502                      | 23,37      | 21               | 24292      | 24610        |
| Nastringues                                             | 135                      | 6,22       | 22               | 24306      | 24230        |
| Saint-Antoine-de-Breuilh                                | 1.784                    | 17,82      | 100              | 24370      | 24230        |
| Saint-Géraud-de-Corps                                   | 207                      | 14,95      | 14               | 24415      | 24700        |
| Saint-Martin-de-Gurson                                  | 637                      | 24,58      | 26               | 24454      | 24610        |
| Saint-Méard-de-Gurçon                                   | 801                      | 28,38      | 28               | 24461      | 24610        |
| Saint-Rémy                                              | 502                      | 22,26      | 23               | 24494      | 24700        |
| Saint-Seurin-de-Prats                                   | 461                      | 5,56       | 83               | 24501      | 24230        |
| Saint-Vivien                                            | 238                      | 8,53       | 28               | 24514      | 24230        |
| Vélines                                                 | 1.058                    | 10,47      | 101              | 24568      | 24230        |
| Villefranche-de-Lonchat                                 | 956                      | 14,98      | 64               | 24584      | 24610        |
| Communauté de communes de Montaigne Montravel et Gurson | 11.859                   | 260,91     | 45               | –          | –            |